# おいしい生活
『おいしい生活』（Small Time Crooks）は、ウディ・アレン監督・脚本・主演による2000年のアメリカ合衆国のクライム・コメディ映画である。

## あらすじ
元ギャングのレイとその妻のフレンチーは、銀行の隣の空家を借り、そこから穴を掘って銀行の金庫を破る計画を立てる。
その空家で人の目をくらますために開いたクッキー屋が予想外に繁盛してしまい…。

## キャスト
| 役名                 | 俳優                       | 日本語吹替 |
| -------------------- | -------------------------- | ---------- |
| レイ                 | ウディ・アレン             | 納谷六朗   |
| フレンチー           | トレイシー・ウルマン       | 安達忍     |
| メイ                 | エレイン・メイ             | 宮寺智子   |
| デビッド             | ヒュー・グラント           | 宮本充     |
| デニー               | マイケル・ラパポート       | 小野健一   |
| トミー               | トニー・ダロウ             | 岡和男     |
| ベニー               | ジョン・ロヴィッツ         | 後藤哲夫   |
| ジョージ             | ジョージ・グリザード       |            |
| チャールズ           | ラリー・パイン             | 小島敏彦   |
| チー・チー・ポッター | エレイン・ストリッチ       | 磯辺万沙子 |
| デローチ             | ブライアン・マーキンソン   | 遠藤純一   |
| ガース               | モーリス・ソネンバーグ     | 伊藤和晃   |
| エミリー             | クリスティーン・ニールセン | 種田文子   |
| リンダ               | ジュリー・ランド           | 深水由美   |
| レポーター           |                            | 髙月希海   |
| コック               | アイザック・ミズラヒ       | 川村拓央   |

- 日本語版演出：鍛治谷功

## 批評家の反応
Rotten Tomatoesでは96件のレビューで支持率は66%である。Metacriticでは32媒体で69/100となった。

### 受賞・ノミネート
| 賞                   | 部門                                    | 候補                 | 結果       |
| -------------------- | --------------------------------------- | -------------------- | ---------- |
| ゴールデングローブ賞 | 主演女優賞 (ミュージカル・コメディ部門) | トレイシー・ウルマン | ノミネート |
| 全米映画批評家協会賞 | 助演女優賞                              | エレイン・メイ       | 受賞       |